# クーロン国立公園

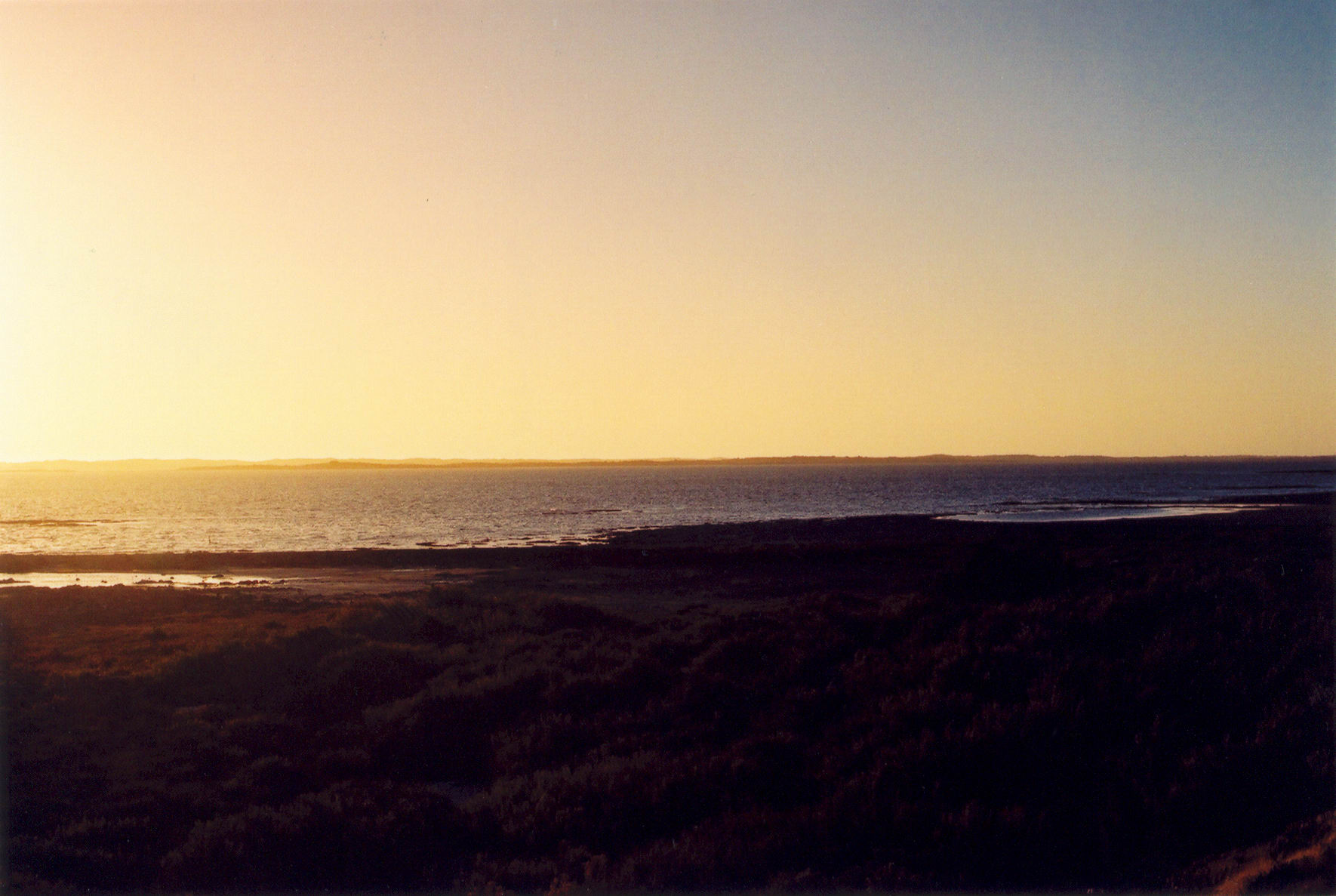
国立公園の東に位置する町、ミニンギーの夕暮れ

クーロン国立公園（クーロンこくりつこうえん）とは、オーストラリア・南オーストラリア州の南東部に位置する国立公園である。州都アデレードの南東約156km、メルボルンから北西へ600kmに位置する。クーロンの名は、先住民族アボリジニの言葉で砂丘という意味。この公園は、1966年に国立公園に認定された。ウ類、チドリ類、トキ類、アジサシ類などの水鳥・渡り鳥がたくさん集まってくることで知られ、アカハラワカバインコとマーレーコッドなどの絶滅危惧種の生息地でもある。1985年にラムサール条約に登録された。
南北約150km（マレー川の河口からキングストン・SEまで）、東西3kmの細長い国立公園で、面積は467km2。国立公園の範囲は、マレー川河口西方のハインドマッシュ島と、エンカウンター湾とヤングハズバンド半島を含んでいる。

## 歴史

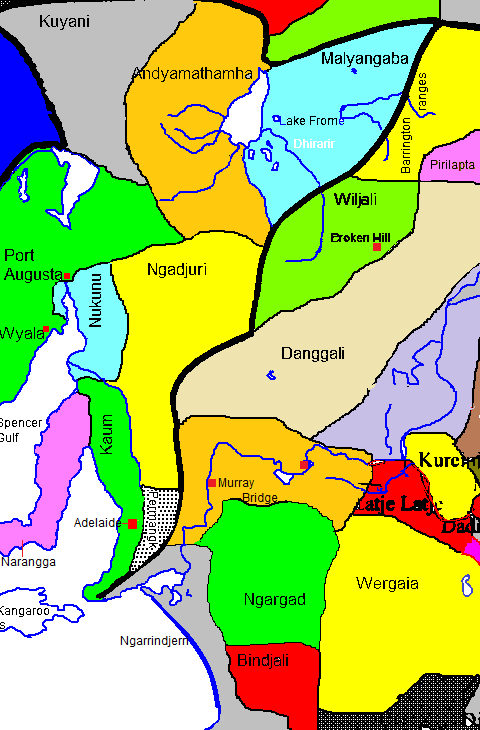
アデレード周辺の民族地図

クーロン国立公園一帯にはンガリンジェリ族が居住していた。